# Apteroschmidtia popovi
Apteroschmidtia popovi is een rechtvleugelig insect uit de familie Euschmidtiidae. De wetenschappelijke naam van deze soort is voor het eerst geldig gepubliceerd in 1973 door Descamps.